# Саут Накнек (Аљаска)
Саут Накнек (енгл. South Naknek) насељено је место без административног статуса у америчкој савезној држави Аљаска.

## Демографија
По попису из 2010. године број становника је 79, што је 58 (-42,3%) становника мање него 2000. године.
| Група             | 2000.      | 2010.      |
| Белци             | 15 (10,9%) | 10 (12,7%) |
| Афроамериканци    | 2 (1,5%)   | 0 (0,0%)   |
| Азијати           | 1 (0,7%)   | 1 (1,3%)   |
| Хиспаноамериканци | 3 (2,2%)   | 0 (0,0%)   |
| Укупно            | 137        | 79         |